# Handbal Vereniging Uilenspiegel Wilrijk
Ne pas confondre avec le DHW Antwerpen, le KV Sasja HC Hoboken, le HC't Noorden ou encore l'Olse Merksem HC, quatre autres clubs anversois de handball.
Maillots
Le Handbal Vereniging Uilenspiegel Wilrijk, abrégé en HV Uilenspiegel Wilrijk, anciennement Uilenspiegel Borgerhout, est un club belge de handball, situé à Wilrijk à Anvers, dans la province éponyme.
Porteur du matricule 14, Uilenspiegel se distingua particulièrement dans le handball féminin qu'il domina pendant toute une période le handball féminin dans les 60, 70 et 80. En plus du statut de  dominateur, Wilrijk fut également pionnier en étant le premier Champion de Belgique, vainqueur de la Coupe de Belgique ainsi que le premier représentant belge en Coupe d'Europe. Au total, Uilenspiegel remporta 8 titres de championnat et une Coupe. Bien moins prestigieuse que son homologue féminin, la section masculine évolua tout de même au plus haut niveau pendant 8 saisons.
Uilenspiegel évolue toujours au plus haut niveau chez les dames, le club est affilié à la VHV. La section masculine du club évolue pour la saison 2022/23 en Division 2.

## Histoire

### Repères historiques

#### Débuts
D’abord fondé en 1945 dans un petit café sur le marché St. Jacobs en tant que club de marche et de danse folklorique, le Uilenspiegel Wilrijk devient officiellement un club de handball, en 1947 sous la volonté de Vik Meukens, ancien architecte d'intérieur, et ancien membre de l'association « Uilenspiegel ».
Mais dans les années 1950, d'autres sections voient également le jour comme une chorale (Antwerps Gemengd Koor), une section Tennis de table (Uilenspiegel TTC), et une autre en tennis (Uilenspiegel TC) dans le but de devenir le plus grand club omnisports possible.
Au fil du temps, certaines de ces sections ont disparu, d'autres ont mené une existence indépendante du club.
Le HV Uilenspiegel Wilrijk est connu comme étant le premier club handball en Flandre, fondé donc en 1947, il obtient le matricule 014. 

#### De 1950 à 1956
En 1950, les premières compétitions non officielles de handball voient le jour en Belgique et, six ans plus tard, les compétitions officielles voient le jour.
Durant cette brève période, le HV Uilenspiegel Wilrijk confronta à des équipes telles que le Sporta Evere, le Welta Mechelen, le Geuzen HC, l'Olympic HC sans jamais avoir pu gagner. 

#### Compétition officielle
De 1960 à 1967, les hommes jouèrent en Division 1 sans jamais remporter un seul titre.
Tout le contraire des dames qui dominent tout de suite la compétition en remportant huit fois le titre de champions de Belgique en 1962/1963, 1963/1964, 1969/1970, 1971/1972, 1977/1978, 1978/1979, 1979/1980, soit les huit premières éditions du fait que des championnats furent annulés en raison du peu de club féminin sur le territoire belge.
On peut également citer que le HV Uilenspiegel Wilrijk remporta un Coupe de Belgique, en 1983,.

#### Fusion
En 2004, les dames du HV Uilenspiegel Wilrijk fusionnet avec les dames du KV Sasja HC Hoboken et les dames du SD Antwerpen, et forme le Dames Hoboken Wilrijk Antwerpen (DHW Antwerpen)
mais en septembre 2009, le HV Uilenspiegel Wilrijk reforme une équipe dames, qui en 2014 repasse en division 1.

## Personnalité emblématique du club

### Fondateurs
- Sus Geens
- Fik Meukens
- Rijkert Ysebaert
- Le Groof
- Leo Vervloet

### Les Présidents
- Frans De Meyer (Premiers Président)

 Rudi Sas (Actuel Président)

### Autres
- Fik Meukens (concepteur du Logo)

## Palmarès
Le tableau suivant récapitule les performances du Handbal Vereniging Uilenspiegel Wilrijk dans les diverses compétitions belges et européennes.

### Palmarès féminin
| Compétitions internationales | Compétitions nationales |
| - EHF Champions League       | - Division 1 (8) - Champion : 1963, 1964, 1970, 1971, 1972, 1978, 1979, 1980 et 1981 - Coupe de Belgique (1) - Vainqueur : 1981 - Division 2 (2) - Champion : 2013 et 2019 |

### Palmarès masculin
| Compétitions internationales | Compétitions nationales |
|                              |                         |

## Logo

Ancien logo
logo actuel